# Rähinä Records
La Rähinä Records è la più grossa etichetta discografica indipendente rap in Finlandia. È stata fondata nel 1998 da Elastinen, Iso H, Andu, Tasis, e Uniikki e cominciò a commerciare nel 2003. La compagnia ha anche una sottoetichetta, la Alarm Entertainment, per pubblicare artisti al di fuori della Rähinä Label. La Rähinä Records si espanse nel 2005 e cominciò a produrre video. La Rähinä Records Oy si è espansa ancora di più nel 2006 creando una linea di vestiario chiamata "Varuste".

## Artisti
- Brandon
- Brädi
- Cheek
- Fintelligens (Iso H e Elastinen)
- Illi
- Joniveli
- Kapasiteettiyksikkö (Uniikki, Tasis e Andu)
- Puhuva Kone
- Spekti
- Timo Pieni Huijaus
- Wava